# そば吉
株式会社そば吉（そばきち）は、愛媛県松山市に本社を持つそば専門店「そば吉」を運営する日本の企業。
1959年に大阪の蕎麦屋で修業後、松山市にて設立そして開店、1987年に初めて県外として広島県に進出。現在は愛媛地区を9店舗、広島地区2店舗を展開している。

## 特徴
- 設立以来、つゆは天然原料として昆布・鰹節を、そばは石臼引きを丁寧にこだわりを持っている。
- 由来は創業者の吉田輝夫が考え、吉田の「吉」を「きち」と読むようシンプルな読み替えが愛着を持たせた。赤色の「吉」の漢字の中にひらがなで「そば」の文字が入るシンボルマークは現代にもなじむユニークなデザイン[1]。
- 合掌苑は1973年に伊予市でオープン[1]、そば製麺工場に併設したが、2015年4月12日に閉店している[2]。重信庵（東温市）は普通のビルと違って合掌造り型の建物にこだわっている。2022年9月30日に閉店している。[3]
- 本業の店舗だけでなくギフト商品の販売を行っている。

## 店舗
松山地区
- 本店
- 大街道店
- 勝山店
- 高島屋店
- 平田店（旧水車苑で2016年1月3日を以って休業[4]、新築として2016年4月26日に開業[5]）
- 余戸店
- 北土居店
- 南久米店

県外
- 広島庚午店（広島県広島市）
- 広島アルパーク店（広島県広島市）

## かつて存在した店舗
松山市
- 大手町店
- 千舟店（2016年4月10日閉店）[6]
- フライブルク店

伊予市
- 合掌苑

東温市
- 川内店
- 重信庵

今治市
- はしはま店